# TKh1
TKh1 – stosowane na Polskich Kolejach Państwowych oznaczenie parowozów pruskiej serii T3 i typów zbliżonych. Były to małe tendrzaki o układzie osi C (0-3-0) dla lokalnego ruchu mieszanego i prac manewrowych, produkowane w dużej ilości w Niemczech w latach 1882–1906 dla kolei pruskich (potocznie KPEV), a ponadto dla licznych kolei prywatnych i niektórych innych państw do 1924 roku. Na Kolejach Niemieckich (DRG) oznaczone były głównie jako seria 8970-75. Używane były także na PKP i w polskich zakładach przemysłowych, do lat 60. XX wieku.
Parowozy pruskiej serii T3 i typów pokrewnych były jednymi z najszerzej rozpowszechnionych, najdłużej pozostających w służbie i najbardziej udanych pruskich lokomotyw. Seria T3 kolei pruskich przede wszystkim obejmowała znormalizowane lokomotywy wzoru III-4e, lecz zaliczano do niej także mniej liczny wzór III-4p oraz kilkanaście innych parowozów. Z serią tą są w praktyce utożsamiane liczne takie same lub podobne lokomotywy budowane dla innych kolei regionalnych, prywatnych i przemysłowych. Mimo że nie zaliczały się one formalnie do serii T3, były one zbliżone konstrukcyjnie, a część z nich dzieliła później losy maszyn tej serii na innych kolejach, w tym na kolejach niemieckich oraz na PKP.

## Historia powstania i produkcji
Przodkami tej udanej konstrukcji była seria 5 parowozów o układzie osi C, wyprodukowanych w latach 1881–1882 przez Henschel w Cassel dla prywatnych kolei Bergisch-Märkischen Eisenbahn (BME). Miały one silnik bliźniaczy o średnicy cylindrów 350 mm i skoku tłoka 530 mm oraz koła średnicy 1,06 m. Po znacjonalizowaniu tych kolei w 1882 roku, zostały one przejęte przez koleje pruskie, a później także zaliczone do serii T3. Najprawdopodobniej ten projekt, nieco zmodyfikowany, został następnie wybrany przez pruską komisję do spraw normalizacji jako typowa konstrukcja dla kolei pruskich.
Od 1882 roku Henschel i inne fabryki niemieckie rozpoczęły produkcję jednolitego typu tendrzaka o układzie osi C dla kolei pruskich, oznaczonego jako znormalizowany wzór (Musterblatt) III-4e (pierwotnie, do 1883 roku: M 12). Posiadały one silnik bliźniaczy o średnicy cylindrów 350 mm i skoku tłoka 550 mm oraz początkowo koła o średnicy 1,08 m. Po wprowadzeniu na kolejach pruskich w 1906 roku podziału na serie, lokomotywy te zostały oznaczone jako seria T3 (litera T oznaczała tendrzaki). Oprócz 1302 lokomotyw typu III-4e, do serii T3 zaliczono też 52 wzmocnione lokomotywy typu III-4p, produkowane w latach 1904–1906. Łącznie koleje pruskie otrzymały 1354 znormalizowane lokomotywy serii T3, obu wzorów, wyprodukowane do 1906 roku (włącznie z lokomotywami budowanymi początkowo dla innych kolei i przejętymi później przez koleje pruskie).
Znormalizowane lokomotywy produkowano w 19 fabrykach, z tego najwięcej zbudował dla kolei pruskich Henschel (385), dużymi producentami byli też: Union w Królewcu (126), Hanomag (106), Schichau w Elblągu (105), Hagans w Erfurcie (100), Hohenzollern w Düsseldorfie i Alzacka Fabryka Maszyn w Grafenstaden (po 93). Produkowali je też: Borsig w Berlinie (76), Jung w Jungenthal (73), Orenstein & Koppel w Drewitz (51), Humboldt w Kolonii (44), Vulcan w Szczecinie (30), Schwartzkopff w Berlinie (30), Freudenstein (13), Linke-Hofmann we Wrocławiu (10), Hartmann w Chemnitz (4), fabryki maszyn w Karlsruhe (10), Esslingen (4) i Güstrow (1). W tym, lokomotywy wzmocnionego wzoru III-4p były produkowane tylko przez fabryki Hagans (25), Orenstein & Koppel (17) i Freudenstein (10).

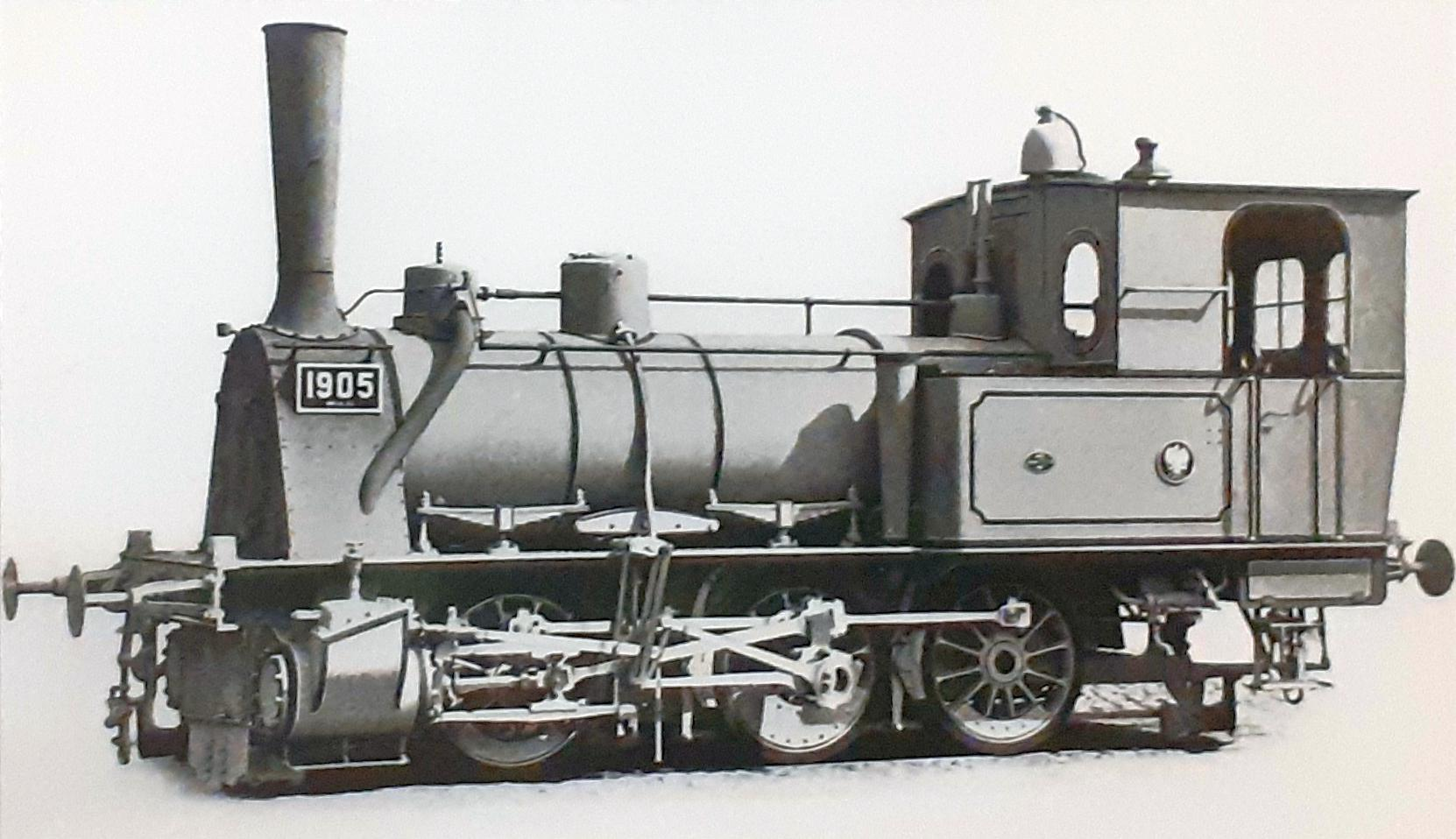
Lokomotywa T3 wczesnej budowy

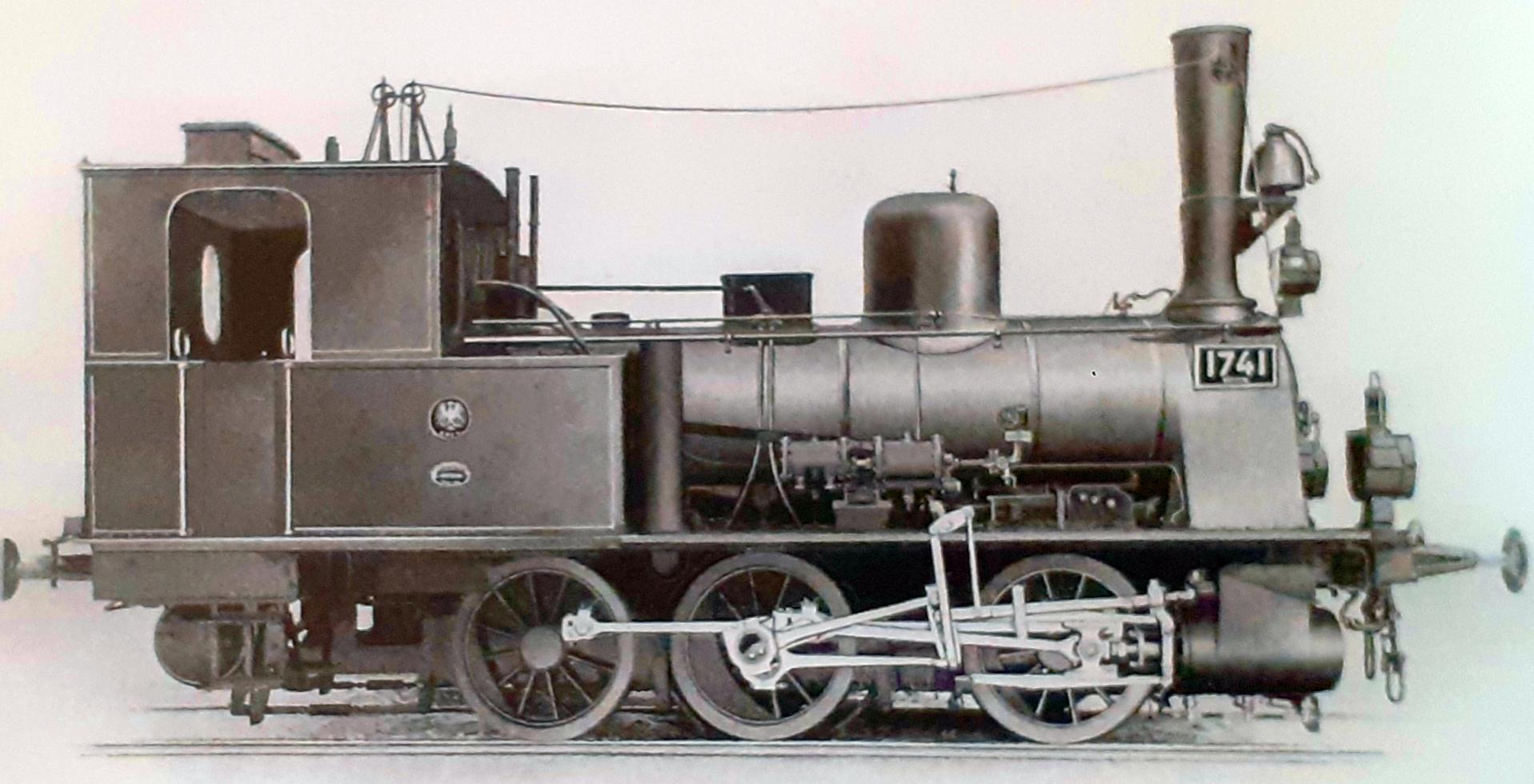
Lokomotywa T3 późniejszej budowy

Z powodu różnych producentów i długiego okresu produkcji, lokomotywy różniły się między sobą szczegółami i charakterystykami, lecz w ramach obu wzorów różnice nie były wielkie. Wczesne lokomotywy wzoru III-4e nie miały zbieralnika pary, a jedynie przepustnicę w małej obudowie na kotle. Wkrótce jednak, w latach 90. XIX w., na kotle pojawił się spory dzwonowaty zbieralnik pary, a średnicę kół zwiększono z 1,08 do 1,1 m. Modernizowano też w ten sposób wcześniejsze lokomotywy. Wczesne serie miały skośnie podciętą na dole tylną ścianę budki maszynisty, pozostałe miały płaską tylną ścianę i przez to nieco większą długość. Różnice masy nie przekraczały jednej tony. Większe różnice pojawiły się dopiero we wzmocnionych lokomotywach wzoru III-4p. Parametry kotła pozostały podobne, zachowano też wymiary cylindrów silnika, lecz ich masa służbowa wzrosła z 29,2 t do 36,8 t, a nacisk osi z 10 t do 12,7 t, zwiększono przy tym zapas węgla i wody. Wszystkie znormalizowane lokomotywy miały charakterystyczny nierówny rozstaw osi: między pierwszą a drugą 1,7 m i między drugą a trzecią 1,3 m. Ich cechą charakterystyczną były również krótkie skrzynie na węgiel po obu bokach kotła przed budką oraz wewnętrzny zbiornik na wodę w ostoi. W lokomotywach wzoru III-4p kocioł umieszczono 20 cm wyżej, lecz poza nieco dłuższymi skrzyniami na węgiel, zewnętrznie nie różniły się one istotnie od późnych lokomotyw wzoru III-4e.
Oprócz znormalizowanych lokomotyw wzorów III-4e i 4p, do serii T3 zaliczono w Prusach 5 wspomnianych wcześniejszych tendrzaków kolei BME, a także 5 innych wczesnych tendrzaków o takim samym układzie osi produkcji Henschel dla kolei Main-Weser z 1881 roku (średnica cylindrów 360 mm, skok tłoka 540 mm, średnica kół 1,13 m) i jeszcze 5 innych lokomotyw. Oprócz tego, do serii T3 zaliczono jedną lokomotywę o odmiennym układzie osi B1, wzoru III-4g (pozostałe dwie zbudowane lokomotywy tego wzoru zaliczono do serii T2 i T4).
Firmy produkujące znormalizowane parowozy typu III-4e dla kolei pruskich budowały także liczne lokomotywy takiego samego lub zbliżonego modelu dla różnych kolei prywatnych i przemysłowych na terenie Cesarstwa Niemieckiego. Część różniła się masą, rozmiarami cylindrów silnika, ciśnieniem pary i powierzchnią kotła, lecz zachowywały taką samą konstrukcję i charakterystyczny niesymetryczny rozstaw osi (1,7 / 1,3 m). 20 lokomotyw zbudowano na eksport do Chin, a kolejne 20 do Włoch, wśród których była ostatnia lokomotywa zbudowana według wzoru III-4e – w 1924 roku przez Henschel dla Kolei Valtellina.

## Służba serii T3 na kolejach niemieckich

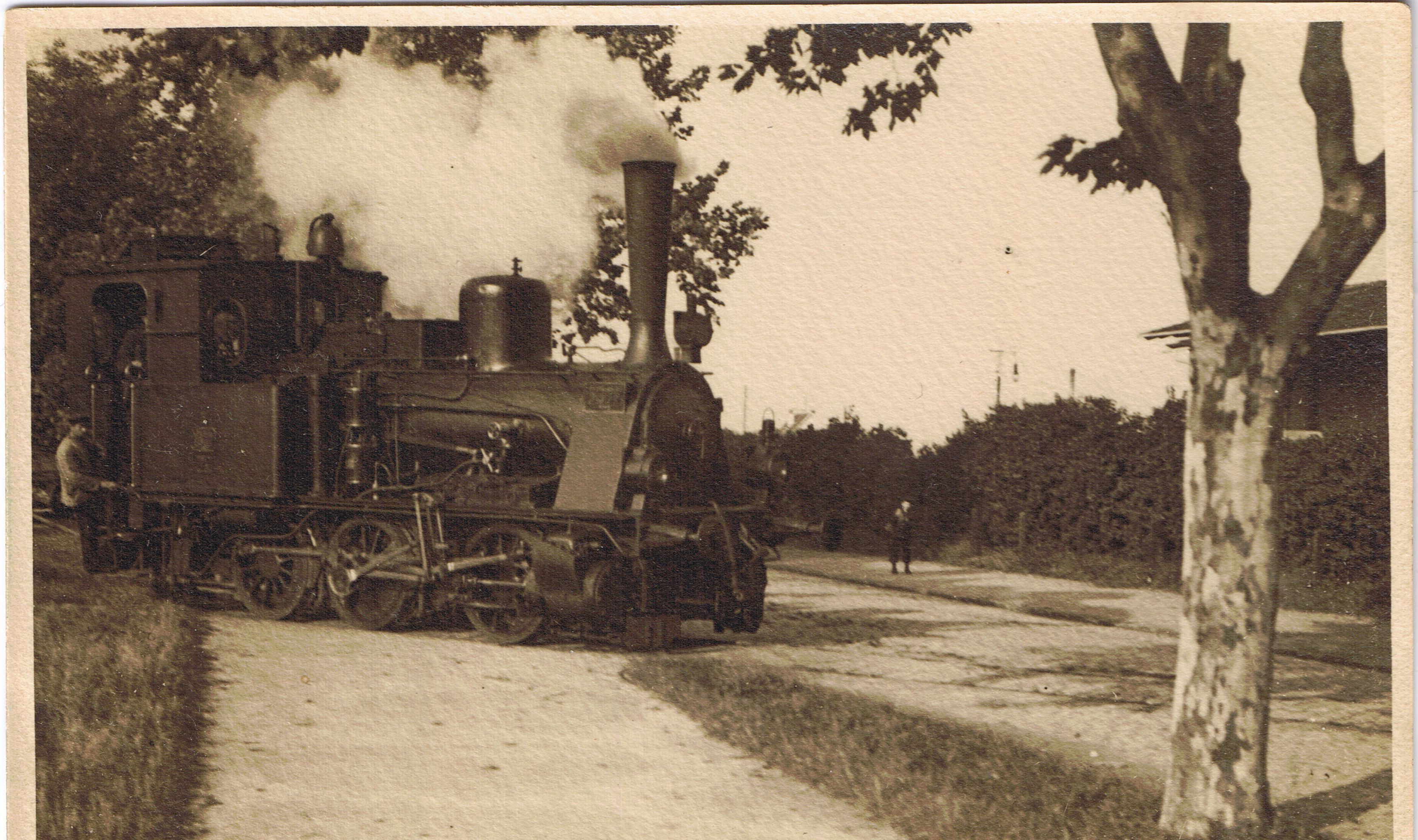
Lokomotywa serii T3 w służbie przed I wojną światową

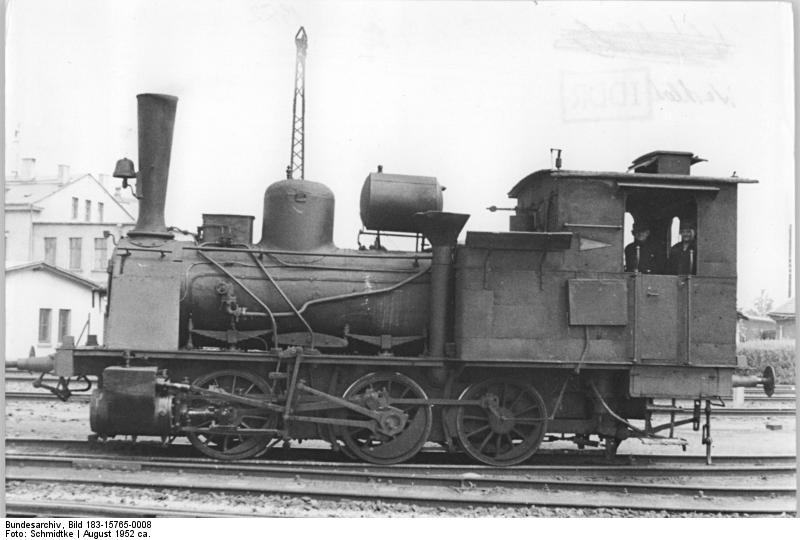
Lokomotywa typu zbliżonego do serii T3 na kolejach fabrycznych NRD w latach 50.

Lokomotywy serii T3 służyły początkowo w pierwszym rzędzie do ciągnięcia pociągów mieszanych na liniach lokalnych, a także do pracy manewrowej. Z upływem lat przesuwano je głównie do manewrów, a część sprzedawano na koleje przemysłowe. Po 1906 roku koleje pruskie miały ich 1373 wszystkich odmian, a w 1915 roku – 998. Po 1906 roku otrzymały one w poszczególnych dyrekcjach kolei numery od 6101 do 6400 (numery powtarzały się pomiędzy dyrekcjami).
Po I wojnie światowej większość pruskich maszyn przeszła na Koleje Niemieckie (DRG), oznaczona tam następnie jako seria (Baureihe, BR) 8970-75. Według początkowego planu z 1923 r. zamierzano przenumerować 745 lokomotyw, ostatecznie w 1925 roku przenumerowano ich 511, z tego 469 typu III-4e (numery 89 7001 do 7456 i 89 7499 do 7511) i 42 typu III-4p (numery 89 7457 do 7498). Do serii tej zaliczono także niektóre lokomotywy nie należące do pruskiej serii T3, opisane dalej. Mimo przydzielenia numerów ponad 7000, oznaczających w systemie DRG serie przestarzałe i przewidziane do wycofania, lokomotywy te były bardzo użyteczne i część z nich okazała się całkiem długowieczna. W 1932 roku było ich na stanie 175, w 1938 roku – 120. Podczas II wojny światowej, lokomotywy zdobyte w Polsce otrzymały nowe numery serii 8975.
Po II wojnie światowej koleje RFN (DB) w 1950 roku miały 48 lokomotyw serii 8970-75. Część pozostałych lokomotyw trafiła na koleje NRD (DR), które przejęły ponadto liczne lokomotywy takiego samego lub zbliżonego typu z nacjonalizowanych kolei prywatnych. Na kolejach NRD nowo przejęte lokomotywy otrzymały numery z zakresu 89 5901 do 6306 (seria 8959-63), prefiks 59 do 63 był zależny od nacisku osi, odpowiednio od 9 do 13 ton. Kilka lokomotyw dostosowanych było do pracy z tendrem doczepnym. W dalszym ciągu część lokomotyw używana była na kolejach fabrycznych. Ostatnie wycofano z czynnej służby z kolei publicznych w RFN w 1961, a w NRD w 1967 roku, po ponad 60-letniej eksploatacji. Stosunkowo liczne lokomotywy tej serii lub typów zbliżonych zachowano jako pomniki lub do celów muzealnych, z tego niektóre w stanie czynnym.

## Lokomotywy zbliżonych typów na kolejach niemieckich
Oprócz Prus, tylko dwa inne niemieckie zarządy kolejowe używały lokomotyw pokrewnego typu. Głównym użytkownikiem poza Prusami była Meklemburgia, której kolej Mecklenburgische Friedrich-Franz-Eisenbahn w latach 1882–1906 zakupiła 68 lokomotyw odpowiadających wzorowi III-4e, budowanych w 8 fabrykach. Lokomotywy starszej serii były oznaczone jako meklemburski typ T3a, a nowszej, budowane od 1900 roku, T3b. Koleje te były później przejęte przez Koleje Niemieckie, a w 1925 roku istniało jeszcze 40 lokomotyw, które otrzymały nowe numery serii 8980 (89 8001 do 8020 i 89 8051 do 8068).
W latach 1898–1901 Wielkie Księstwo Oldenburga zakupiło w zakładach Hanomag 12 lokomotyw typu odpowiadającego wzorowi III-4e (numery 123–146), a następnie w 1909 – trzy zmodyfikowane lokomotywy (nry 194–196). Oznaczono je jako oldenburska seria T3. Lokomotywy z 1909 roku miały nieco mniejszy ruszt (1,01 m²) i powierzchnię ogrzewalną kotła (57,2 m²) oraz skrócony kocioł o 230 mm. Wyróżniały się też brakiem zbieralnika pary na kotle (para była odprowadzana rurą umieszczoną w kotle, do przepustnicy w dymnicy). Lokomotywy oldenburskie zostały po I wojnie światowej przejęte przez Koleje Niemieckie jako seria 98², otrzymując numery od 98 201 do 215 (w odróżnieniu od pruskich T3, zostały zaliczone do grupy 98, nadawanej lokomotywom byłych kolei regionalnych). Do 1927 roku zostały jednak skasowane lub sprzedane. Trzy lokomotywy odpowiadające wzorowi III-4e używała ponadto prywatna kolej oldenburska Kreis Oldenburger Eisenbahn (KOE). Łącznie z czwartą zbliżoną, lecz silniejszą, produkcji Henschela (typu Bismarck), zostały one przejęte 1 sierpnia 1941 przez koleje niemieckie i oznaczone w serii 8975 (89 7556 do 7559).

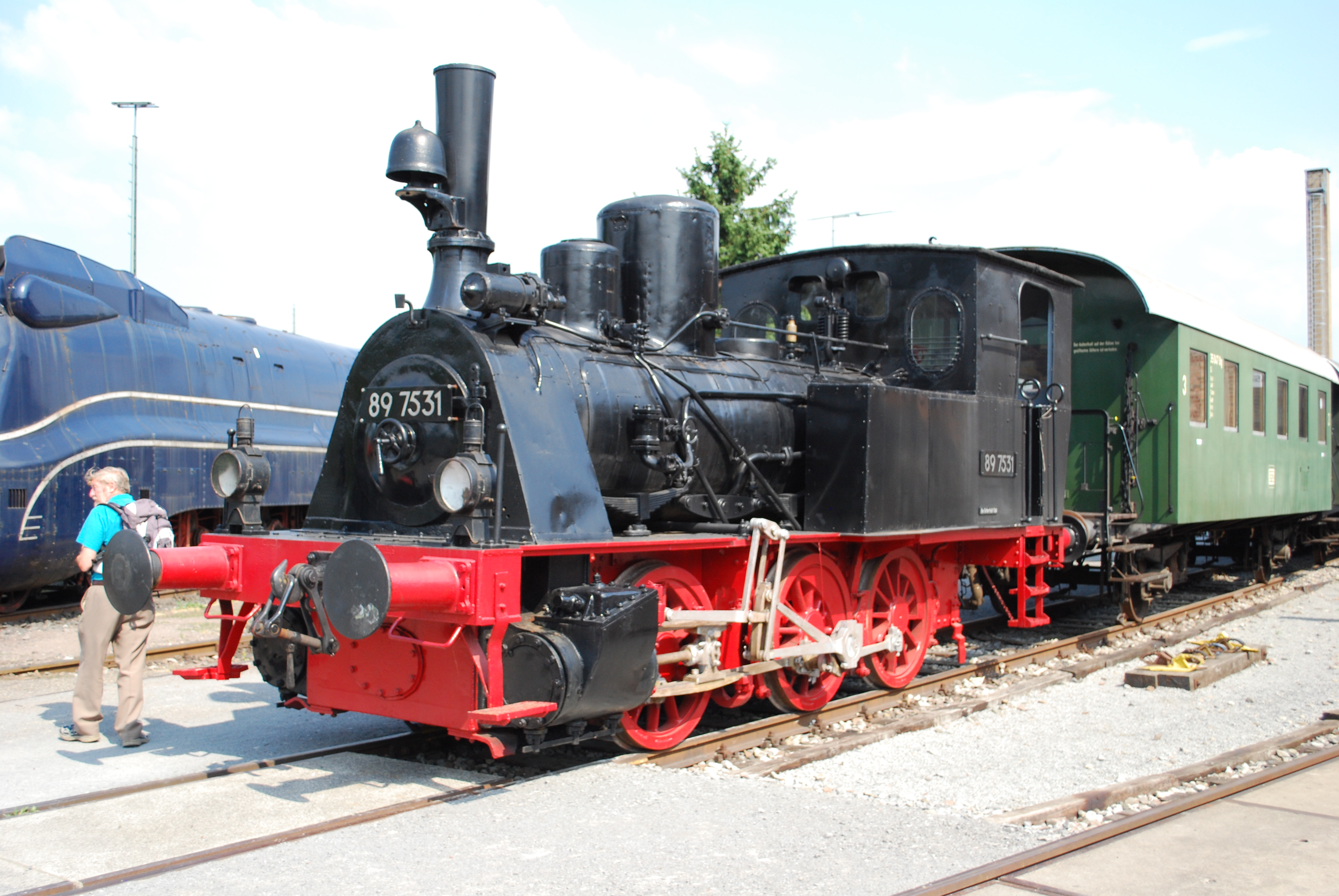
Lokomotywa 89 7531 serii T3 z dawnej kolei BLE

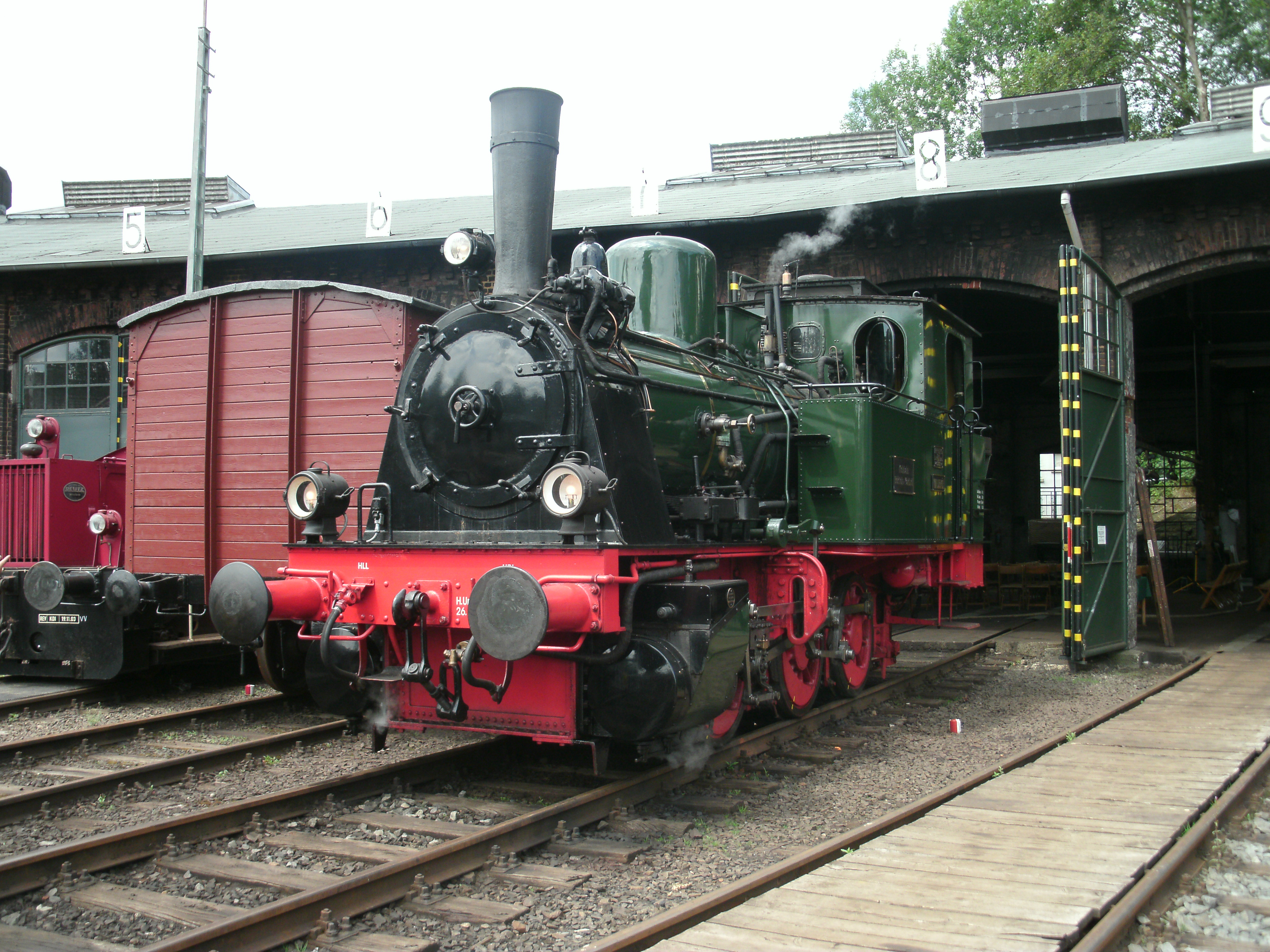
Lokomotywa „Waldbröl” zmodyfikowanego typu produkcji Jung (ze skrzynią węglową z tyłu)

24 lokomotywy typu zbliżonego do pruskich T3 używała prywatna Kolej Brunszwicka (Braunschweigische Landeseisenbahn, BLE), przejęta w 1938 roku przez koleje DRG. 10 było zbudowanych w latach 1895–1896 w Esslingen, odpowiadały one ogólnie wzorowi III-4e, lecz były nieco cięższe (31 t). 14 nowszych było zbudowanych przez Hanomag w latach 1904–1917 i były one nieco dłuższe w celu zwiększenia zapasów węgla (1,5 t) i wody (5 m³), cięższe (36 t) oraz miały cylindry średnicy 380 mm i zwiększony ruszt do 1,59 m². Jedna lokomotywa starszego typu, 9 nowszego typu i jeszcze jedna zbliżonego typu eks-prywatna produkcji Henschela, zostały przejęte przez koleje DRG i zaliczone do serii 8975 (numery 89 7531 do 7541).
Zbliżone do lokomotyw serii T3, o takim samym rozstawie osi, lecz nieco silniejsze i cięższe, były tendrzaki typu Pudel, rozwiniętego w kilku wersjach przez firmę Jung dla kolei przemysłowych (masa służbowa do 38,5 t, nacisk na oś do 13 ton, średnica cylindrów 400 mm, powierzchnia ogrzewalna 77,9 m²). Odróżniały się zewnętrznie posiadaniem małej skrzyni węglowej z tyłu budki. Między innymi, w latach 1912–1916 zbudowano ich dla kolei portowej w Bremie (Bremer Hafenbahn) 9 sztuk, a w 1920 roku jeszcze jedną, cięższą od pozostałych (nacisk na oś 15,5 t). W 1930 roku lokomotywy te zostały przejęte przez DRG i zaliczone do serii 8975 (numery 89 7512 do 7521), tak jak lokomotywy serii T3.
Podobna do pruskiej serii T3, lecz odmienna, była wirtemberska T3, opracowana w 1891 roku przez Krauss w Monachium, wyprodukowana w ilości 110 sztuk przez Krauss i fabryki maszyn w Esslingen i Heilbronn. Przy takim samym rozstawie osi skrajnych, najistotniejszą różnicę konstrukcyjną stanowiło zastosowanie rozrządu Heusingera, były także różnice wymiarowe (rozstaw osi 1720 / 1280 mm, średnica kół 1045 mm, średnica cylindra i skok tłoka 380 / 540 mm). Pierwszych 13 lokomotyw miało krótkie skrzynie wodne o pojemności 3 m³, pozostałe – długie skrzynie o pojemności łącznie 5,3 m³ i skrzynię na węgiel nad lewą skrzynią wodną. Zostały one przejęte przez koleje niemieckie DRG jako seria 893-4 (89 301 – 89 410).
Zupełnie innymi konstrukcjami od pruskiej T3 były serie T3 kolei Alzacji-Lotaryngii i T3 kolei Palatynatu (produkcji Maffei, późniejsza seria DRG 891).

## Służba w Polsce
Po 1918 r. Polskie Koleje Państwowe posiadały do 33 maszyn tego typu, które otrzymały następnie oznaczenie serii PKP TKh1 (według innego źródła, były 22 lokomotywy w 1926 roku). Były wykorzystywane pierwotnie przede wszystkim w dyrekcjach PKP: gdańskiej i wileńskiej. Podczas II wojny światowej lokomotywy te zostały zdobyte przez Niemcy lub ZSRR. Oprócz tego, używano w Polsce lokomotyw serii T3 lub zbliżonych na kolejach przemysłowych.
Po 1945 roku na PKP znalazły się 23 parowozy zaliczone do serii TKh1, które otrzymały nowe numery TKh1-1 do TKh1-23. Większość z nich pochodziła jednak z przejętych kolei prywatnych i obejmowały one lokomotywy różnych zbliżonych typów. Między innymi, lokomotywa TKh1-21 należała do wzmocnionego typu Pudel firmy Jung, z dawnych kolei portowych w Bremie (numer 89 7520). Znajdowały się głównie w toruńskiej parowozowni. Były wycofywane z użytku od lat 50.; ostatnie skreślono z inwentarza w 1967. Były one natomiast używane w dalszym ciągu na kolejach przemysłowych do lat 70. Niektóre lokomotywy takiego samego typu były po wojnie zaliczone do zbiorczej serii TKh100.
W Polsce znajdują się trzy zachowane parowozy tej serii. Parowóz TKh1-20, pochodzący z niemieckich kolei prywatnych, po służbie na PKP stał się własnością Cukrowni Pelplin, a ostatecznie stał się pomnikiem w lokomotywowni w Suchej Beskidzkiej. Dzięki działaniom Polskiego Towarzystwa Krajoznawczego parowóz został przetransportowany, ustawiony w Czerwieński, a po kilkuletnim oczekiwaniu (zbieranie funduszy) został wyremontowany w Lokomotywowni Czerwieńsk i ustawiony w Parku Kolejki Szprotawskiej w Zielonej Górze. Dwa parowozy należały oryginalnie do pruskiej serii T3: TKh1-19 stoi jako pomnik na stacji w Toruniu (dawny 89 7491, obecne oznaczenie jest fikcyjne, gdyż ta lokomotywa służyła w Polsce tylko w cukrowniach), a TKh1-429 stanowi eksponat lokomotywowni w Rybniku (również pracował w Polsce jedynie na kolejach przemysłowych). Lokomotywa oznaczona fikcyjnie TKh1-13 jest eksponatem w Muzeum Kolejnictwa w Warszawie, lecz jest tendrzakiem przemysłowym późniejszej produkcji (1920), nie służyła na PKP i nie należała do serii PKP TKh1.

## Opis (MusterblattIII-4e)

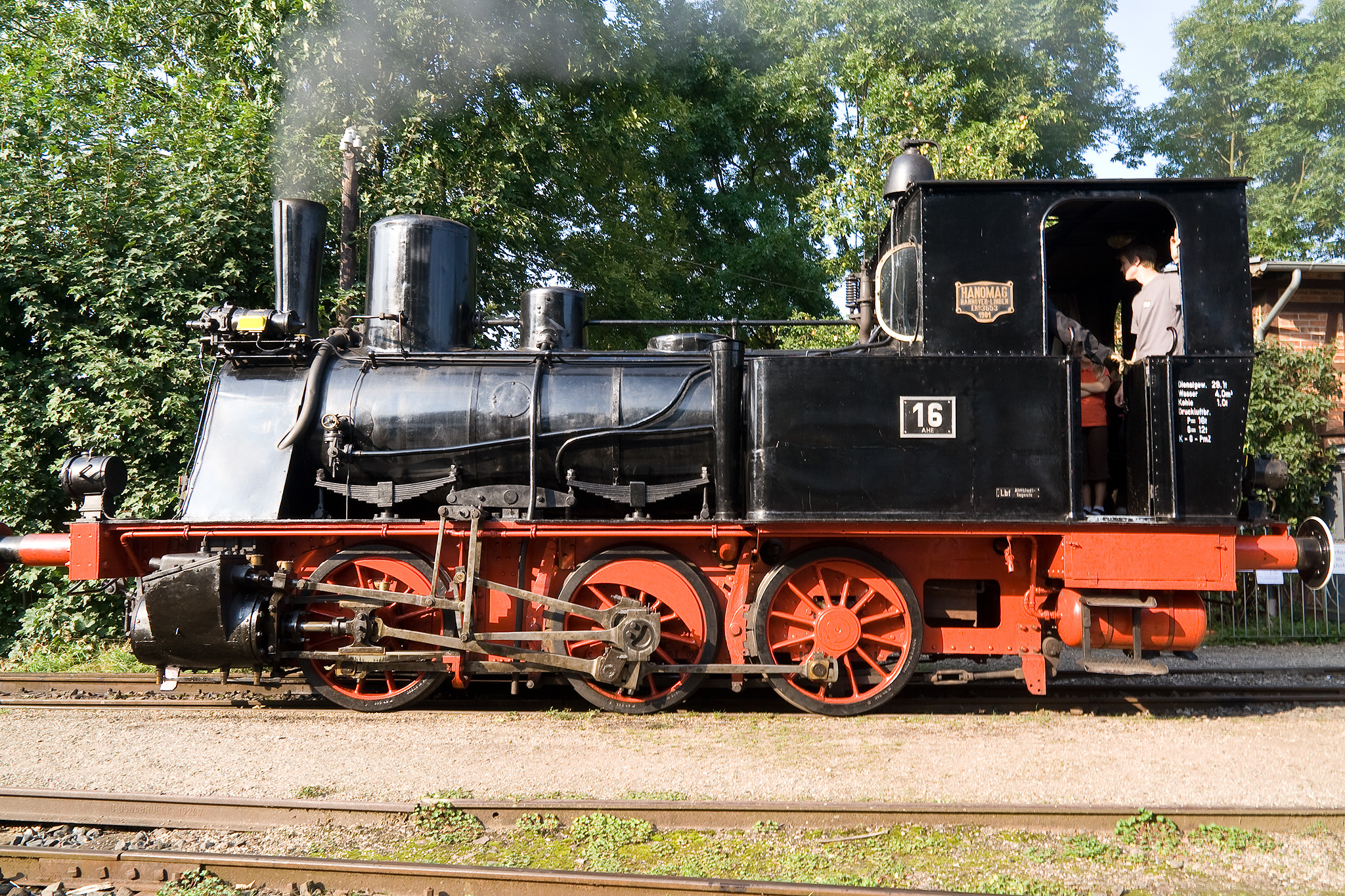
Zachowana w Niemczech lokomotywa typu zbliżonego do serii T3

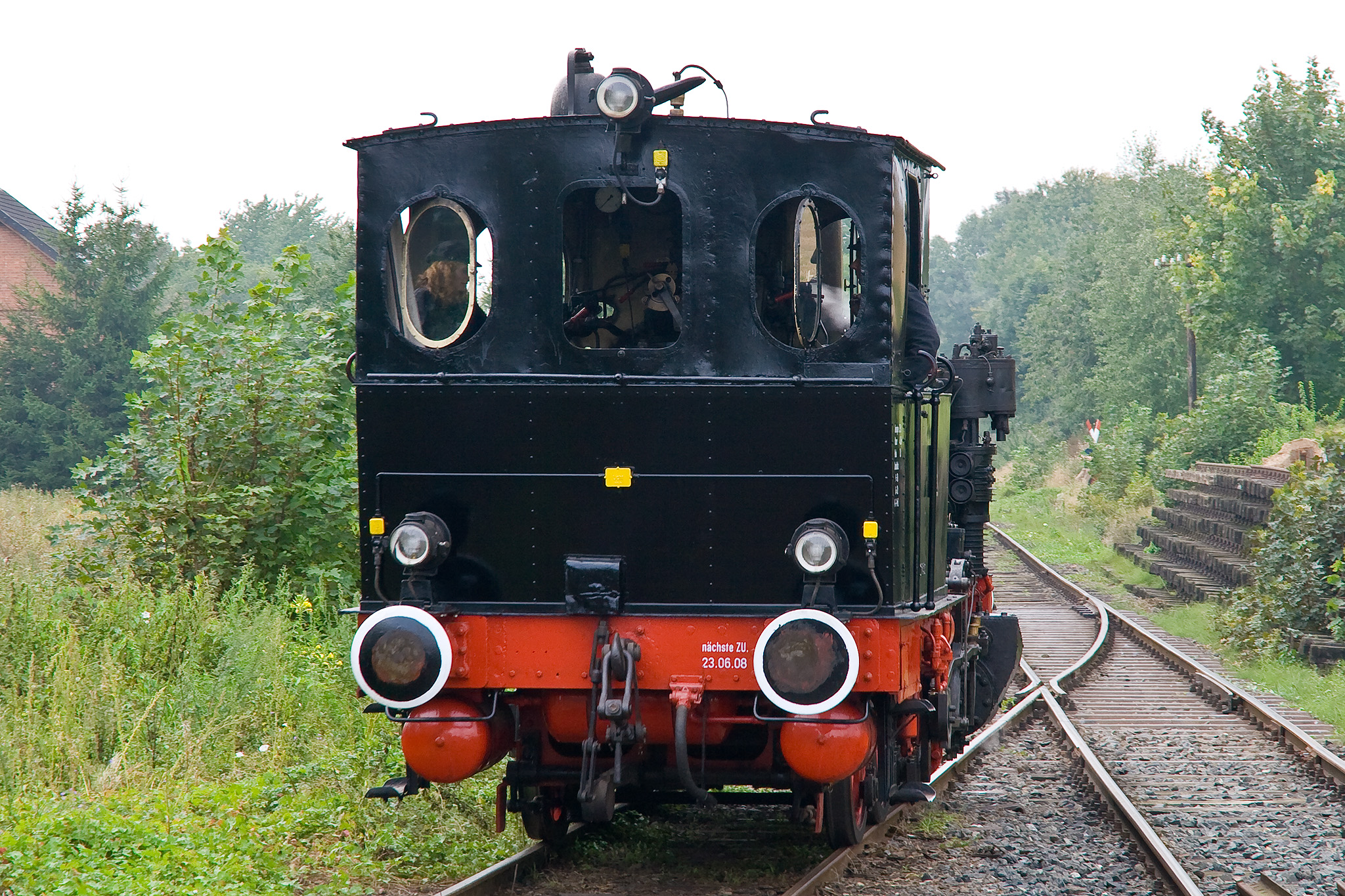
Lokomotywa ze zdjęcia powyżej od tyłu

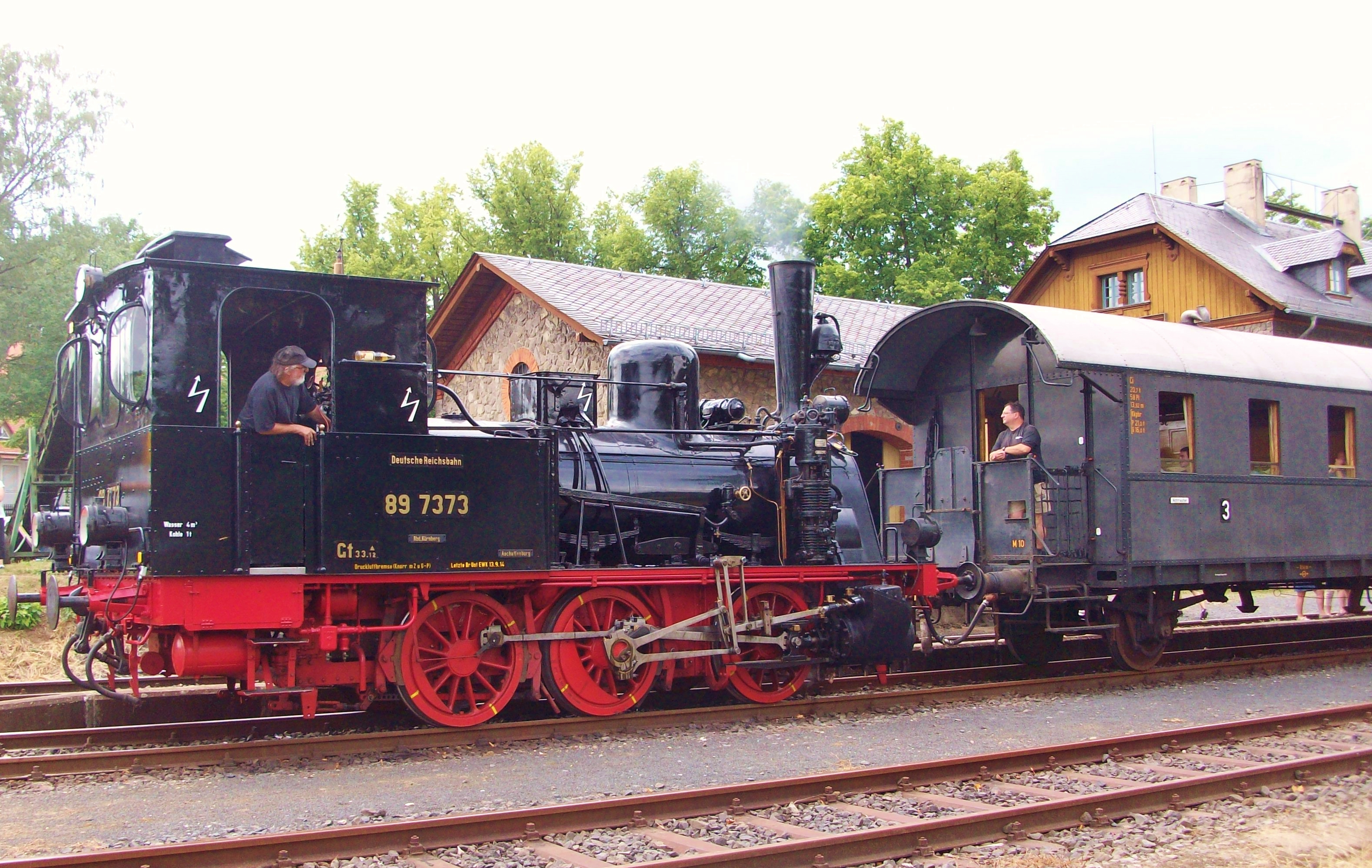
Muzealna lokomotywa 89 7373 dawnej serii T3

Tendrzak o układzie osi C, z silnikiem bliźniaczym na parę nasyconą. Lokomotywy poszczególnych serii i producentów różniły się detalami i charakterystykami. Mimo niewielkich rozmiarów, kocioł był bardzo wydajny i miał dużą skrzynię ogniową. Walczak kotła miał długość 3420 mm i mieścił 132 płomieniówki. Kocioł był dość nisko umieszczony – oś kotła była we wczesnych lokomotywach na wysokości 1860 mm nad torami, w późniejszych – 1870 mm (na skutek zwiększenia średnicy kół o 20 mm), a w lokomotywach M III-4p na wysokości 2070 mm. Ruszt był o powierzchni 1,3 m², a w lokomotywach M III-4p – 1,35 m². Powierzchnia ogrzewalna kotła wynosiła typowo 61,1 m², a w lokomotywach M III-4p – 61 m².
Początkowo lokomotywy nie miały na kotle zbieralnika pary, a jedynie przepustnicę w niewielkiej obudowie, od której szły zewnętrzne rury do cylindrów. Produkowane od lat 90. XIX w. lokomotywy posiadały już dość duży cylindryczny zbieralnik pary na kotle, przesunięty bardziej do tyłu. Wszystkie serie miały ponadto na kotle niewielką piasecznicę. Większość lokomotyw miała na kotle dzwon parowy typu Latowski (montowany w różnych miejscach). Wcześniejsze serie miały skośnie podciętą na dole tylną ścianę budki maszynisty i długość całkowitą 8,3 m, pozostałe miały pionową tylną ścianę, a przez wydłużenie ramy podwozia w tylnej części (do tylnej ściany), ich długość wzrosła do 8,59 m. Cechą charakterystyczną wyglądu lokomotyw tego typu były krótkie skrzynie na węgiel po obu bokach kotła przed budką, mieszczące 1,1 tony węgla (1,9 tony w lokomotywach M III-4p) oraz skośne osłony po bokach dymnicy. Zbiornik na wodę był wewnętrzny w ostoi, o pojemności 4 m³, do którego wodę nalewano przez charakterystyczne pionowe rury przed skrzyniami węglowymi, czasami lejkowate u góry (pojemność wynosiła 5 m³ w lokomotywach M III-4p).
Parowozy miały silnik bliźniaczy o średnicy cylindrów 350 mm i skoku tłoka 550 mm, z rozrządem zewnętrznym Allana. Średnica kół wynosiła początkowo 1080 mm, w latach 90. XIX w. zwiększona do 1100 mm.
Ostoja była blachownicowa, o grubości ostojnic 10 mm. Rozstaw osi skrajnych wynosił 3 m, z czego rozstaw między pierwszą a drugą osią wynosił 1,7 m i między drugą a trzecią 1,3 m. Osie były osadzone sztywno, ale koła osi silnikowej (drugiej) miały zwężone obrzeża o 15 mm, przez co parowóz mógł pokonywać łuki o promieniu 100 m. Nacisk na oś wynosił do 10 ton (12,7 ton w typie M III-4p).
TKh1 mógł po torze poziomym ciągnąć składy towarowe ładowne o masie 545 ton z szybkością 40 km/h, zaś na wzniesieniu 20‰ składy 80-tonowe z prędkością 30 km/h.